# Intelligence Corps
L'Intelligence Corps spesso definito Int Corps (in italiano: Corpi d'intelligence) è una delle armi del British Army responsabile della raccolta, dell'analisi e della distribuzione di informazioni militari (segrete), nonché del controspionaggio e della sicurezza.

## Storia
Le prime proposte per creare un'agenzia di intelligence militare erano già state fatte nel 1905, ma la prima agenzia di intelligence militare britannica non fu in realtà formata fino al 1914. Dopo la prima guerra mondiale, fu gradualmente ritirata per essere sciolta nel 1929. Un nuovo servizio di intelligence militare fu creato il 19 luglio 1940 ed è sopravvissuto fino ad oggi. Il corpo ebbe un ruolo importante nel rompere la macchina di codifica elettromeccanica tedesca Enigma.
Il 1º febbraio 1985, il corpo fu ufficialmente trasformato in un'arma.

## Field Security
Durante la seconda guerra mondiale, la Field Security faceva parte dell'intelligence militare britannica (e parte dell'Intelligence Corps) in Inghilterra, che ebbe ruoli importanti in particolare durante le battaglie. Questi compiti includevano sia la sicurezza (fisica) passiva delle truppe britanniche sul campo di battaglia sia il controspionaggio attivo. La Field Security, brevemente definita FS, era già stata istituita dagli inglesi nel 1940. La FS non si fermò dopo il conflitto nella seconda guerra mondiale: fu attiva anche nella guerra di Corea negli anni '50.